# Andy Keogh
Andrew Declan Keogh (ur. 16 maja 1986 w Dublinie) – irlandzki piłkarz grający na pozycji napastnika w Perth Glory.

## Kariera klubowa
Andy Keogh urodził się w południowym Dublinie. Uczęszczał do St Brigid's NS Foxrock i CBC Monkstown. Swoją karierę rozpoczynał grając w Cabinteely FC oraz St Josephs Boys AFC. W wieku siedemnastu lat, Keogh trafił do Leeds United. Irlandczyk nie zdobył jednak zaufania trenera i szybko został wypożyczony do Scunthorpe United. W The Iron zadebiutował 7 sierpnia 2004 roku w ligowym meczu przeciwko Rochdale A.F.C. Swojego pierwszego gola strzelił już w następnej kolejce – 10 sierpnia – w spotkaniu z Cheltenham Town. Łącznie w barwach Scunthorpe, Keogh wystąpił w dwunastu meczach w których zdobył tylko dwa gole. Do Leeds powrócił w październiku. Ze względu na dużą konkurencję w składzie oraz małe doświadczenie, piłkarz na początku 2005 roku został ponownie wypożyczony, tym razem do Bury F.C. W barwach klubu grającego wówczas w Football League Two, Irlandczyk zadebiutował 15 stycznia w meczu z jego byłą drużyną – Scunthorpe United. Keogh w 48. minucie spotkania wyprowadził swoją drużynę na prowadzenie 2:1, jednak gospodarze zdołali strzelić później dwa gole i wygrali ten mecz 3:2. Do końca swojego pobytu w Bury Irlandczyk wystąpił jeszcze w trzech innych spotkaniach w których zdobył jedną bramkę. 13 lutego 2005 roku Keogh wrócił do Leeds, a już następnego dnia podpisał kontrakt ze swoim byłym pracodawcą – Scunthorpe United. Młody piłkarz od razu stał się podstawowym zawodnikiem swojego zespołu oraz jednym z jego kluczowych graczy i do końca sezonu 2004/05 wystąpił w 17 meczach. Kolejne rozgrywki rozpoczął również jako podstawowy zawodnik swojego zespołu. Pomimo gry w ataku, piłkarz w 45. ligowych występach zdobył tylko jedenaście bramek. Sezon 2006/07 Irlandczyk rozpoczął od przegranego 0:1 ligowego spotkania z Bristolem. Przez następne sześć meczów Keogh również nie potrafił strzelić gola. Przełamał się dopiero 16 września, kiedy to pokonał bramkarza Cheltenham Town. 23 stycznia 2007 roku Irlandczyk doszedł do porozumienia z działaczami Wolverhampton Wanderers i podpisał z tym klubem kontrakt. Transfer opiewał na 0,5 miliona funtów. W Wolves zadebiutował 30 stycznia, kiedy to zagrał w wygranym 1:0 meczu z Norwich City. Pierwszego gola strzelił ponad dwa miesiące później – 3 marca – w pojedynku z Luton Town. Keogh do końca sezonu wystąpił łącznie w 17 ligowych meczach w których zdobył pięć bramek. Grał również w przegranych przez Wolverhampton barażach o awans do Premier League z West Bromwich Albion. W sezonie 2007/08 Keogh wystąpił w 45. ligowych meczach i strzelił w nich 11 goli. Wolverhampton zajął siódme miejsce w tabeli i tylko gorszy bilans goli zadecydował, że to Watford F.C. grał w barażach. Kolejne rozgrywki Irlandczyk rozpoczął tak jak poprzednie – w pierwszych siedmiu meczach nie potrafił strzelić bramki. Ostatecznie Keogh sezon zakończył z pięcioma golami na koncie w 42. ligowych meczach. W lidze, Wolves z dorobkiem 90. punktów zajęli pierwsze miejsce i awansowali do Premier League.
31 stycznia 2012 roku podpisał kontrakt z Millwall. W sezonie 2013/2014 był wypożyczony do Blackpool. W 2014 przeszedł do Perth Glory, a w 2015 do Ratchaburi FC. Jeszcze w 2015 wrócił do Perth Glory.
| Sezon   | Klub                    | Kraj      | Rozgrywki                    | Mecze | Bramki |
| ------- | ----------------------- | --------- | ---------------------------- | ----- | ------ |
| 2003/04 | Leeds United            | Anglia    | Premier League               | 0     | 0      |
| 2004/05 | Scunthorpe United       | Anglia    | Football League Two          | 12    | 2      |
| 2004/05 | Bury F.C.               | Anglia    | Football League Two          | 4     | 2      |
| 2004/05 | Scunthorpe United       | Anglia    | Football League Two          | 13    | 1      |
| 2005/06 | Scunthorpe United       | Anglia    | Football League One          | 45    | 11     |
| 2006/07 | Scunthorpe United       | Anglia    | Football League One          | 28    | 7      |
| 2006/07 | Wolverhampton Wanderers | Anglia    | Football League Championship | 17    | 5      |
| 2007/08 | Wolverhampton Wanderers | Anglia    | Football League Championship | 43    | 8      |
| 2008/09 | Wolverhampton Wanderers | Anglia    | Football League Championship | 42    | 5      |
| 2009/10 | Wolverhampton Wanderers | Anglia    | Premier League               | 13    | 1      |
| 2010/11 | Wolverhampton Wanderers | Anglia    | Premier League               | 1     | 0      |
| 2010/11 | Cardiff City            | Anglia    | Football League Championship | 16    | 2      |
| 2010/11 | Bristol City            | Anglia    | Football League Championship | 9     | 1      |
| 2011/12 | Leeds United            | Anglia    | Football League Championship | 22    | 2      |
| 2012/13 | Millwall                | Anglia    | Football League Championship | 37    | 6      |
| 2013/14 | Blackpool               | Anglia    | Football League Championship | 14    | 3      |
| 2014/15 | Perth Glory FC          | Australia | A-League                     | 27    | 12     |
| 2015    | Ratchaburi FC           | Tajlandia | Thai Premier League          | 8     | 0      |
| 2015/16 | Perth Glory FC          | Australia | A-League                     | 15    | 10     |
| 2016/17 | Perth Glory FC          | Australia | A-League                     | 26    | 12     |
| 2017/18 | Perth Glory FC          | Australia | A-League                     | 24    | 6      |

## Kariera reprezentacyjna
Keogh po raz pierwszy został powołany do reprezentacji Irlandii w marcu 2007 roku, po tym jak Caleb Folan opuścił zgrupowanie z powodu kontuzji. W kadrze zadebiutował jednak dwa miesiące później – 23 maja – kiedy to zagrał w towarzyskim meczu z reprezentacją Ekwadoru. Od tego spotkania Keogh stał się podstawowym zawodnikiem swojego zespołu.
Pierwszego gola w reprezentacji Keogh zdobył w zremisowanym 1:1 meczu z Serbią. Bramka Irlandczyka została wybrana przez Irlandzki związek Piłki Nożnej golem roku.